# 凯达尔纳特
凯达尔纳特（Kedarnath），是印度北阿坎德邦鲁德勒布勒亚格县的一个城镇。总人口479（2001年）。国际知名的凯达尔纳特寺位于该镇。

## 人口
该地2001年总人口479人，其中男性468人，女性11人；0—6岁人口0人，其中男0人，女0人；识字率62.84%，其中男性为63.46%，女性为36.36%。